# بیگن جروار
بیگن جروار (به انگلیسی: Began Jarwar) یک منطقهٔ مسکونی در پاکستان است که در ناحیه تندو الله‌یار واقع شده‌است. بیگن جروار ۴۱٬۸۹۰ نفر جمعیت دارد.